# Cuauhtémoc
Cuauhtémoc, död 1525, var aztekernas siste härskare eller tlatoani av den gamla kungaätten och regerade under åren 1520 och 1521. Han efterträdde Cuitláhuac.

## Biografi
Han var son till Auítzotl och således kusin till Moctezuma II. Han var gift med Tecuichpo Ixcaxochitzin som var dotter till Moctezuma II. Cuauhtémoc besteg tronen vid 18 års ålder när Tenochtitlan var under belägring av spanjorerna och staden hade drabbats av en smittkoppsepidemi. Han avrättades medelst tortyr år 1525 av Hernán Cortés. Cuauhtémoc betyder 'den landande örnen' på nahuatl.
Redan under sin livstid blev Cuauhtémoc beundrad för sitt mod, både av sina egna soldater och av spanjorerna. Han hyllades som en hjälte och hans eftermäle hålls högt i ära och mycket levande än i dag. Många pojkar i Mexiko blir döpta efter honom, och det finns tusentals gator, torg, stadsdelar, parker, kanaler, institutioner med mera som bär hans namn.
Hans änka, mera känd som Isabel Moctezuma, gifte om sig flera gånger och födde flera barn. Utom äktenskap fick hon även en dotter, Leonor Cortés Moctezuma, med Hernán Cortés. Ett flertal spanska, högadliga ätter bar (bär ännu?) namnet Moctezuma, ensamt eller tillsammans med ytterligare något ättnamn.

## Galleri

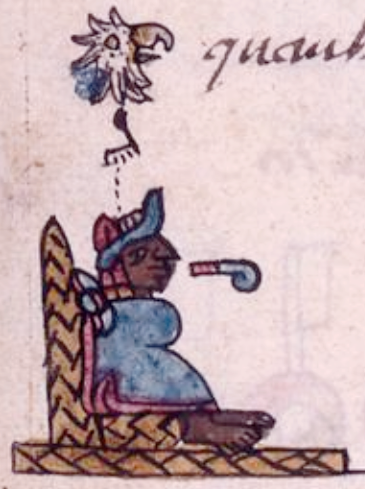
Cuauhtémoc (Aubin 2)
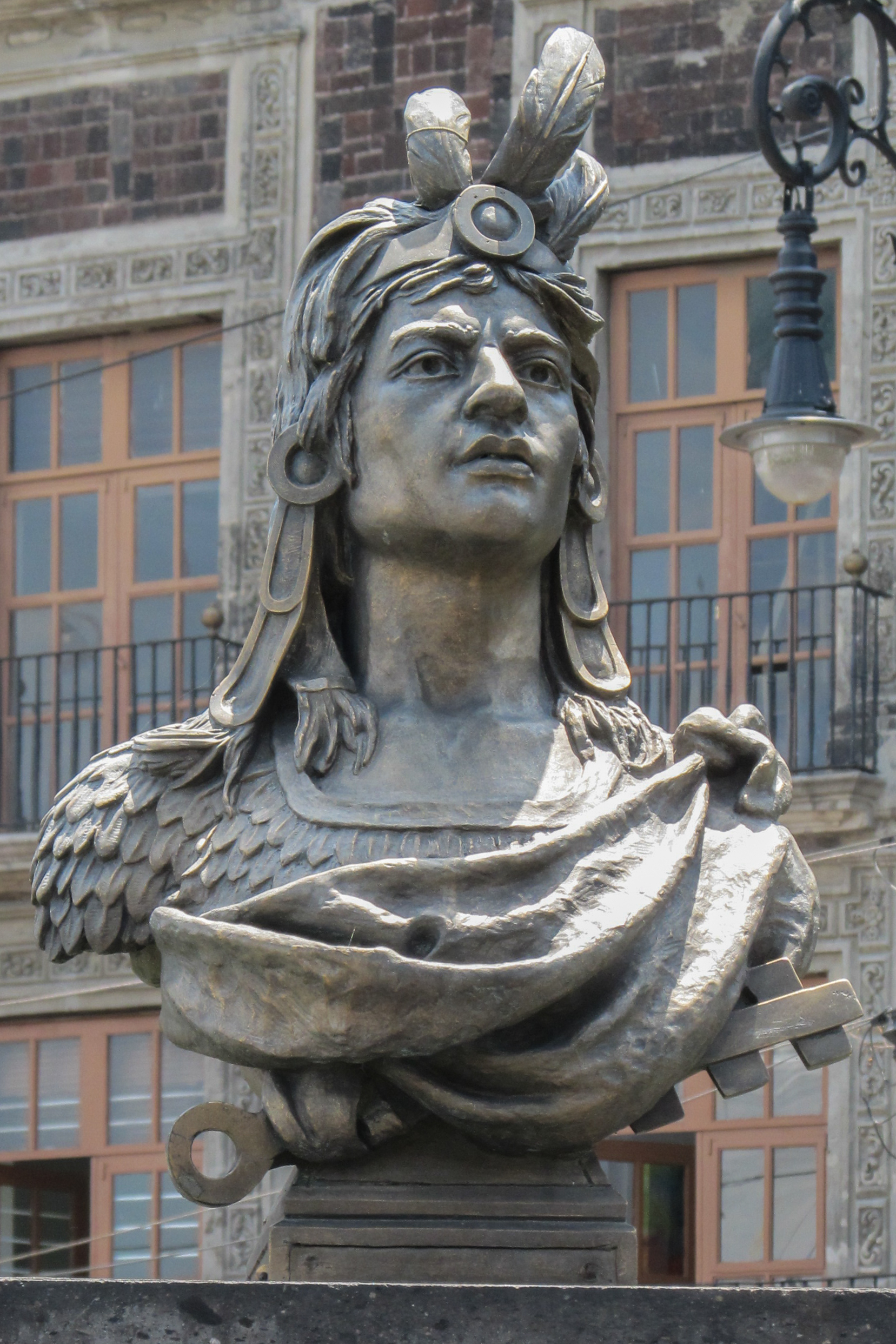
Byst av Cuauhtémoc vid Zocalo i Mexico City.